# 平陽駅 (浙江省)
平陽駅（へいようえき）は中華人民共和国浙江省温州市平陽県鰲江鎮に位置する中国国鉄上海鉄路局が管轄する駅である，旧駅名鰲江駅。

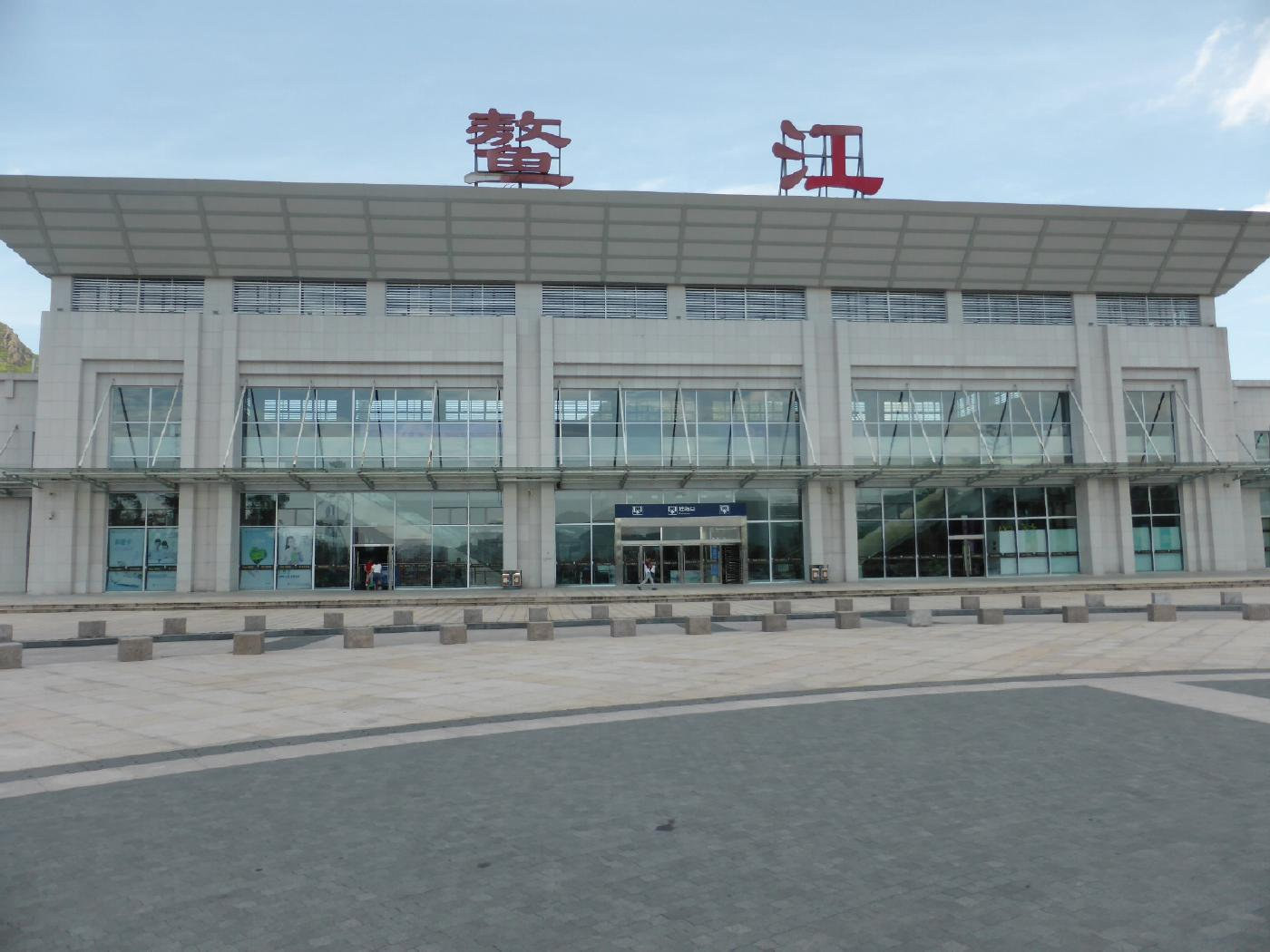
正面入り口（旧駅名時代）

## 所属路線
- 中国国鉄
  - 温福線

## 駅構造
- 単式ホーム1面、島式ホーム1面の地上駅であり、通過線2本を有する。

## 歴史
- 2009年9月28日 - 鰲江駅として開業。
- 2019年7月15日 - 平陽駅に改称[1]。

## 隣の駅
中国国鉄
温福線
瑞安駅 - 平陽駅 - 蒼南駅